# (6708) Bobbievaile
(6708) Bobbievaile est un astéroïde de la ceinture principale.

## Description
(6708) Bobbievaile est un astéroïde de la ceinture principale. Il fut découvert le 4 janvier 1989 à Siding Spring par Robert H. McNaught. Il présente une orbite caractérisée par un demi-grand axe de 2,44 UA, une excentricité de 0,18 et une inclinaison de 12,1° par rapport à l'écliptique.

## Compléments